# Montaña Clara
Montaña Clara es uno de los islotes del archipiélago Chinijo, al norte de Lanzarote, entre La Graciosa y Alegranza. Políticamente pertenece al municipio lanzaroteño de Teguise, en la provincia de Las Palmas, islas Canarias, España. Forma parte del parque natural del Archipiélago Chinijo y de la Reserva Integral de Los Islotes. 

## Descripción
Al igual que el resto de las islas Canarias, su origen es volcánico. Su nombre en español se debe a los tonos claros que toma su cono volcánico, el cual cubre gran superficie de la isla.
El islote tiene una extensión de 2,7 km², y su mayor altitud está registrada en La Mariana, con 256 m s. n. m. Montaña Clara nunca ha estado habitada de forma permanente.
A pesar de su reducida superficie, se trata de un importante refugio faunístico. En ella habitan especies como el halcón de Eleonor, el águila pescadora, la pardela cenicienta, la musaraña canaria o el paíño pechialbo, cuya principal colonia de cría en las islas Canarias está en este pequeño islote.

## Propiedad
La isla es propiedad de los herederos del franquista Mariano López Socas que compró la isla en 1957, siendo entonces alcalde del municipio de Haría, en Lanzarote. En agosto de 2007 se puso en el mercado a subasta con un precio inicial de nueve millones de euros. Si bien se intentó llegar a un acuerdo con el Estado para que este asumiera la titularidad de la isla, las negociaciones fueron infructuosas. El 29 de agosto de 2007 se hizo público que el Gobierno intentaría expropiar la isla, aunque se procuraría llegar a un acuerdo amistoso con los actuales propietarios.